# Mechatronik Schule Winterthur
Die Mechatronik Schule Winterthur (MSW) ist ein Ausbildungsbetrieb mit angeschlossener Berufsfachschule der Stadt Winterthur für technische Berufe. Bis 2013 lautete der ausgeschriebene Name der Schule noch Metallarbeiterschule Winterthur, oft auch abgekürzt als msw-winterthur.

## Geschichte
Die Schule entstand aus einer Idee des Architekten und Direktor des Gewerbemuseums Albert Pfister. Dieser stellte am 26. Oktober 1887 der damaligen Gewerbemuseumskommission den Antrag, eine Berufsschule für Metallarbeiter zu gründen, die dem Gewerbemuseum angegliedert sein sollte. Hintergrund war die damals abnehmende Zahl der Fachkräfte in der Metallbranche in der Industriestadt Winterthur, wo die Maschinenindustrie eine hohe Bedeutung hatte. Ein entsprechender Kreditantrag über jährlich 3'000 Fr. wurde am 16. Dezember 1888 von der Gemeindeversammlung im Winterthurer Stadthaus gutgeheissen.
Ihre Eröffnung feierte die «Metallarbeiterschule Winterthur» am 26. April 1889. In ihrem ersten Jahr hatte sie 15 Lernende sowie 8 ausserordentliche Schüler, die eine einjähriges Praktikum absolvierten. Albert Pfister war der erste Direktor der Schule. Erster Standort war ein altes Gerbereigebäude hinter der Technikumstrasse 67, in der die MSW eingemietet war. Die ersten unterrichteten Berufe umfassten Kunst- und Bauschlosser sowie Kleinmechaniker mit jeweils dreijähriger Lehrzeit.
Aufgrund Platzmangels und der vermieterseitigen Kündigung musste die Schule einen neuen Standort suchen. Nachdem der Kauf einer entsprechenden Liegenschaft durch die Gemeindeversammlung abgelehnt worden war, wies der Stadtrat der Schule eigenes Land beim Teuchelweiher für eine Schule zu. Das vom Schuldirektor selbst erarbeitete, 100'000 Fr. teure Projekt wurde von der Gemeindeversammlung am 20. Dezember 1891 einstimmig angenommen. Am 9. Mai 1892 wurde der heute noch genutzte Standort zunächst für die Werkstatt eröffnet und ab Mitte Juni erfolgte auch der theoretische Unterricht am neuen Standort. Die Schule hatte zu der Zeit 54 ordentliche Lernende sowie 26 ausserordentliche Schüler. 1896 beteiligte sich die MSW an der Schweizerischen Landesausstellung in Genf.
In den weiteren Jahren folgte eine stetige Vergrösserung der Schule. Sechs Jahre nach der Fertigstellung des Neubaus musste das Schulgebäude für die Schaffung einer neuen Abteilung Mechanik sowie der Erweiterung des Lehrplanes um Holzverarbeitung und Metallgiessen um 600 m2 erweitert werden. Auch diese Erweiterung wurde in der Gemeindeversammlung vom 27. Februar 1898 ohne Gegenstimme gutgeheissen. Im Herbst desselben Jahres war die Erweiterung fertiggestellt. Der nächste Kredit für eine Erweiterung wurde am 17. Dezember 1905, wiederum einstimmig, gewährt. Dieser war notwendig geworden, damit die Schule neu auch zehnwöchige Fortbildungskurse für gelernte Arbeiter anbieten konnte. Die vorgesehenen Kurse konnten sich jedoch nicht durchsetzen, da sie für die Arbeiter zu teuer waren und eine Befreiung von der Arbeitsstelle hierfür sich auch als schwierig erwies. Erst später wurden solche Kurse vom Arbeitgeberverband selbst wieder eingeführt.
Ab 1913 wurden an der MSW für einige Jahre auch Gewerbelehrerkurse für Metall- und Holzverarbeitung angeboten. 1914 beteiligte sich die MSW bereits zum zweiten Mal an einer Landesausstellung, die Landesausstellung 1914 fand in Bern statt.
Im Oktober 1920 wurde der Gründungsdirektor Albert Pfister pensioniert und durch Balthasar Wydler abgelöst. Hierdurch sowie durch die Reorganisation des Gewerbemuseums im Rahmen der Eingemeindung der Winterthurer Vorortsgemeinden wurde die Ablösung der Schule eingeleitet. Diese stand ab 1921 nicht mehr unter der Trägerschaft des Gewerbemuseums, sondern war direkt dem neu geschaffenen Schulamt unterstellt. Ebenfalls führte die Schule ab 1921 neu Abend- und Samstagsnachmittagskurse für Arbeitslose und Lernende der Gewerbeschule durch. Diese Kurse für Arbeitslose wurden ab 1935 vom Berufslager in der Hard übernommen, woraus später die heutige Schweizerische Technische Fachschule entstand. Die nächste Schulerweiterung erfolgte 1927 auf Anregung des Spenglermeisterverbands Winterthur und Umgebung, wodurch die Schule neu auch praktische Ausbildungskurse für die Gewerbeschule der Spengler anbot sowie Fortbildungs- und Meisterkurse im selben Bereich. Diese Ausbildung blieb rund 30 Jahre bei der MSW. An der Weltausstellung 1929 in Barcelona war auch ein 1:10-Schiffmotor zu sehen, der in der MSW hergestellt wurde.
1930 wurde auf eine drei Jahre zuvor erfolgte Anregung aus dem Winterthurer Gemeinderat eine Abteilung für Automechaniker mit einjähriger Ausbildung eröffnet. Als 1936 auf Bundesebene eine vierjährige Lehre für diesen Beruf definiert wurde, wurde die Abteilung wieder aufgelöst. Die ebenfalls für die Mechaniker- und Feinmechanikerberufe geforderte vierjährige Lehrzeit, während die MSW nur eine dreijährige kannte, löste eine Reorganisation der Schule aus, die in fünf Etappen zwischen 1938 und 1949 durchgeführt wurde. In deren Rahmen wurde für eine Werkmeisterschule des Arbeitgeberverbandes Maschinen- und Metall-Industrieller (ASM; heute Swissmem) die MSW ausgestockt sowie teilweise unterkellert, die Werkmeisterschule nahm 1946 ihren Betrieb auf. Ebenfalls musste der Maschinenpark komplett erneuert werden.
Ab 1970 konnten Schüler der MSW die Berufsmittelschule in Winterthur besuchen, wobei der Unterricht zunächst in einem Schulprovisorium auf der anderen Seite der Eulach stattfand. Mit der Kündigung der Werkmeisterschule oberhalb der MSW durch die Stadt konnte die MSW-eigene Berufsschule ab 1976 im gleichen Gebäude stattfinden. 1980 wurde in Zusammenhang mit der Einführung des Intervallunterrichts die Gesamtzahl der Lehrlinge von 156 auf 168 angehoben, ein entsprechender Kreditantrag wurde vom Grossen Gemeinderat einstimmig angenommen. 1984 hielt der Informatikunterricht in der Schule Einzug.

Die MSW an der Zeughausstrasse 1990

Am 16. März 1986 nahm das Stimmvolk eine Vorlage zur Schaffung einer Elektronikerausbildung an der MSW mit 23'785 Ja- zu 5'930 Nein-Stimmen an, wodurch die Filiale Hörnlistrasse gegründet wurde, wo ab Sommer 1987 mit der Ausbildung des neuen Berufs begonnen wurde. Gleichzeitig wurden die Zahl der Maschinenmechanikerlehrstellen schrittweise reduziert. Ebenfalls wurde mit der Einführung der Elektronikerausbildung die Eigenbezeichnung in «MSW Winterthur, Lehrwerkstätten für Mechanik, Feinmechanik und Elektronik» geändert. 1993 wird die Zahl der Ausbildungsplätze in der Elektronik auf 36 verdoppelt.
1995/1998 erfolgte mit Reformation der und Umbenennung des Maschinenmechanikerberufs ebenfalls eine dementsprechende Anpassung des Ausbildungangebot, sodass ab 1998 neu jährlich 27 Polymechaniklernende, 18 Elektroniklernende, 9 Automatiklernende und je 2 Anlage- und Apparatebauer sowie Informatiklernende ausgebildet wurden. Mit der fortschreitenden Automation wurde dieses Angebot dann weiter angepasst auf je 18 Stellen in der Automatik, Elektronik und Polymechanik sowie fünf Informatiklernende und 2 Anlage- und Apparatebauer und damit einer Höchstzahl von 244 Lernenden.
2005 bezog die MSW ihren Neubau an der Hörnlistrasse, nachdem 2002 die Stimmbevölkerung dem Neubau mit 88 % Ja-Stimmen deutlich zugestimmt hatte. Ab 2007 übernahm die Schule im Auftrag der Swiss für einige Jahre die zweijährige Grundausbildung der Flugzeugmechaniker.
Im Rahmen des 125 Jahre-Jubiläums der Metallarbeiterschule Winterthur wurde die Schule zu Mechatronikschule Winterthur umbenannt, wobei als Kürzel das bereits lange verwendete msw-winterthur bleibt. Die Umbenennung erfolgte, um dem aktuellen Ausbildungsangebot Rechnung zu tragen und der Entwicklung der Schule in Richtung Mechatronik und Industrie 4.0.
2017/18 wurde mit dem Projekt MSW 4.0, dass auf einer städtischen Sparmassnahme fusste, eine Zusammenlegung der MSW auf nur noch einen Standort an der Zeughausstrasse und der damit einhergehenden Auflösung des Standorts Hörnlistrasse gestartet und umgesetzt. Dabei wurden die Lernendenzahl von 240 auf 180 Lernende reduziert sowie die angebotenen Berufsfelder auf die Polymechanik, Automatik und Elektronik festgelegt, wobei die drei Berufe neu unter dem Begriff Mechatronik zusammengefasst werden und eine sogenannte Mechatronikzelle aufgebaut wurde, die damit die Schule für Industrie 4.0 rüstet. Dadurch konnten die städtischen Kosten für die Schule von 4,9 Mio. Franken auf 2,75 Mio. Franken reduziert werden.

## Ausbildung
Die msw-winterthur bietet Lehrstellen in den Berufen zum Automatiker, Polymechaniker und Elektroniker an. Dabei legt die Schule einen Fokus auf Industrie 4.0 sowie allgemein auf Mechatronik als Querschnittsbereich zwischen den drei Berufen.
Die schulische Berufsausbildung sowohl in der Lehrwerkstatt als auch in der Berufsfachschule statt. Unter anderem besteht eine Ausbildungspartnerschaft mit Swiss Olympic. Das in der Berufsschule erworbene Wissen wird in der Praxis anhand von Lehrarbeiten bzw. praktischen Übungen angewendet und vertieft.
Der Ausbildungsbetrieb hat bereits mehrfach Teilnehmer an Berufsweltmeisterschaften gestellt. 2003 holte ein Automatiklernende die Bronzemedaille. Zwei Jahre später gewann ein weiterer Automatiker die Silbermedaille. 2007 reichte es einem Automatiker für die Goldmedaille. 2011 erreichte ein Elektroniklernender in London den zweiten Platz, ein Automatiklernender den 5. Platz. 2021 gewannen zwei Automatiker der MSW in der neu eingeführten Disziplin «Industrie 4.0» an der Euro Skills die Goldmedaille. Auch am Wettbewerb Schweizer Jugend forscht beteiligten sich mehrfach Lehrlinge der Mechatronikschule Winterthur.
Die Stadt Winterthur hat vor den Kürzungen etwa 100'000 CHF pro Lehrling für dessen Ausbildung aufgewendet. Aufgrund des enormen finanziellen Drucks der MSW auf das Budget der Stadt wurden mehrmals verschiedene Sparmassnahmen beschlossen.

## Organisation
Die MSW ist als Schule der Stadt Winterthur unterstellt, wird jedoch auch vom Kanton subventioniert. Aktueller Direktor ist Markus Hitz, er bildet zusammen mit den Leitern der beiden Abteilungen Mechatronik sowie Berufsfachschule die Schulleitung.
Die Aufsicht über die Schule wird von der Kommission MSW wahrgenommen, die durch den jeweils zuständigen Stadtrat geleitet wird. Die Funktion dieser Kommission wird sich mit der kommenden Gemeindeordnungsrevision noch ändern.

### Direktoren
- 1889–1920: Albert Pfister
- 1920–1938: Balthasar Wydler
- 1938–1948: Hans Hüppi
- 1949–1979: Kurt Fehr
- 1979–1988 Max Fischer
- 1988–2009: Franz Trottmann[7]
- 2009–2013: Bruno Weilenman[8]
- seit 2013: Markus Hitz